# Speocera jucunda
Speocera jucunda är en spindelart som beskrevs av Brignoli 1979. Speocera jucunda ingår i släktet Speocera och familjen Ochyroceratidae. Inga underarter finns listade i Catalogue of Life.